# VSV Gent
VSV Gent is een Belgische voetbalclub uit Gent. De club is bij de KBVB aangesloten met stamnummer 9079 en heeft geel en zwart als kleuren. VSV Gent speelt in de provinciale reeksen.

## Geschiedenis
De club werd opgericht in 1955 als VC Roeland door vaste klanten van het Vlaamse Huis Roeland. Na twee jaar enkel wat vriendschappelijk te spelen, sloot men zich in 1957 aan bij de lokale amateurcompetitie van het Gents Voetbalverbond voor Liefhebbers. In 1960 werd al een reserveploeg opgericht binnen de club. Toen in 1964 het Gents Voetbalverbond voor Liefhebbers omgevormd werd tot Oost-Vlaams Voetbalverbond voor Liefhebbers en toetrad tot de Koninklijke Belgische Liefhebbers Voetbalbond (KBLVB), een nationale amateurvoetbalbond, kon VC Roeland competitiewedstrijden in heel het land spelen. De club verhuisde naar nieuwe terreinen in Gentbrugge aan de toenmalige Bosstraat, later Boer Janssensstraat genoemd.
In het najaar van 1965 kwam het tot onenigheid in het clubbestuur en na een breuk ging men bij de bond verder onder de nieuwe naam Vlaamse Sportvereniging Gent (VSV Gent). Eind maart 1966 werd de club een vzw. Men kende een succesvolle periode in de tweede helft van de jaren 60 met enkele provinciale en nationale titels en bekerfinales bij het liefhebbersverbond. Vanaf 1967 trad men ook met jeugdploegen in competitie.
In 1984 werd VSV Gent eigenaar van de voetbalterreinen en bijhorende gebouwen. In september 1987 maakte de club uiteindelijk de overstap naar de KBVB, waar men stamnummer 9097 kreeg toegekend. VSV Gent ging er van start op het laagste provinciale niveau, Vierde Provinciale.
In 1990/91, in zijn vierde seizoen, slaagde VSV Gent er al in promotie af te dwingen naar Derde Provinciale. Daar bleef de club de volgende twee decennia spelen. Na enkele ereplaatsen slaagde men er in 2010 in om via de eindronde nog een promotie te halen. Voor het eerst in het clubbestaan promoveerde men zo naar Tweede Provinciale. VSV Gent kon er zich drie seizoenen handhaven, maar na een laatste plaats zakte men in 2013 weer naar Derde Provinciale.
Er volgden vier seizoenen in Derde Provinciale, waarbij in 2015-2016 nipt een degradatie naar Vierde Provinciale werd vermeden, maar de club herstelde zich en in de lente van 2018 werd VSV kampioen in Derde Provinciale en keerde terug naar Tweede Provinciale.
Men werd in Tweede Provinciale C ingedeeld, met voornamelijk tegenstanders uit het Waasland. Weinig interessant voor het Gentse publiek en sportief werd het met een zestiende plaats en een bijhorende degradatie ook geen succes.  

## Bekende spelers
- Colin Coosemans
- Steve De Ridder